# Chopper (Star Wars)
Pour les articles homonymes, voir Chopper.
Personnage de fiction apparaissant dans
Star Wars.
C1-10P, dit Chopper, est un personnage de Star Wars. Appartenant à Hera Syndulla, ce droïde fait partie de l'équipage du Ghost et participe donc à des actions de l'Alliance rebelle.

## Univers
L'univers de Star Wars se déroule dans une galaxie qui est le théâtre d'affrontements entre les Chevaliers Jedi et les Seigneurs noirs des Sith, personnes sensibles à la Force, un champ énergétique mystérieux leur procurant des pouvoirs psychiques. Les Jedi maîtrisent le Côté lumineux de la Force, pouvoir bénéfique et défensif, pour maintenir la paix dans la galaxie. Les Sith utilisent le Côté obscur, pouvoir nuisible et destructeur, pour leurs usages personnels et pour dominer la galaxie.

## Histoire

### Avant l'ère impériale
Chopper participe à la guerre des clones en tant que droïde astromech à bord d'un Y-wing de la République galactique. Pendant la bataille de Ryloth, ledit Y-wing est abattu par des forces séparatistes. Le vaisseau s'écrase, et le pilote meurt dans l'incident. Le Y-wing s'étant écrasé près de la jeune Hera Syndulla, celle-ci sauve Chopper et le met à l'abri.

### Pendant l'ère impériale
Lors d'une opération du Ghost, Hera demande à Chopper de rester sur place. Cependant, le droïde ne l'écoute et préfère tenter de voler une jambe d'astromech pour remplacer la sienne. Il se retrouve engagé dans une série d'événements imprévus. Infiltré dans une base impériale, il rencontre AP-5, un droïde qui, comme Chopper, a connu la guerre des clones. Les deux droïdes deviennent amis. Les deux droïdes s'évadent, mais AP-5 est gravement endommagé. Chopper sauve son ami, mais sacrifie sa nouvelle jambe dans l'action.

## Caractéristiques

### Personnalité
Chopper est un droïde particulier du fait d'une sorte de trouble de stress post-traumatique qui le marque depuis sa participation à la guerre des clones et la destruction du Y-wing à bord duquel il se trouve. Par la suite, et même plusieurs années plus tard, Chopper continue de craindre de monter à bord d'un Y-wing.
Autre trait de caractère majeur de Chopper et probable conséquence du traumatisme du crash du Y-wing, le droïde aime le chaos et la violence. Il dirige cette violence essentiellement contre l'Empire galactique, et provoque ainsi plus de morts impériaux que les autres droïdes de l'Alliance rebelle. 
Chopper n'hésite pas aussi à s'énerver contre des membres de l'équipage du Ghost, et se plaint régulièrement quand il reçoit des ordres. Il est antipathique et orgueilleux. De plus, il peut travailler seul, n'accordant pas d'importance à la vie de ses éventuels collègues de l'équipage du Ghost ou aux droïdes autour de lui.
Tout en respectant Hera Syndulla et, dans une moindre mesure, le reste de l'équipage du Ghost, Chopper agit indépendamment et n'hésite à exprimer ce qu'il pense, souvent avec un certain sarcasme. Malgré cet attachement à l'indépendance, il reste fidèle à son équipage et à la cause anti-impériale.

## Interprétation
Après plusieurs tentatives de casting pour Chopper dans la série Rebels, Dave Filoni décide de prêter lui-même sa voix au droïde pour un premier court-métrage, qui doit être présenté à la production. Comme, à la projection, le PDG de Disney, Bob Iger, apprécie Chopper, Filoni garde le rôle de voix du personnage pour l'intégralité de la série. Ce rôle de Filoni est gardé secret jusqu'au générique du dernier épisode de Rebels. La voix de Chopper reste celle de Filoni par la suite, y compris dans la série Ahsoka.

## Accueil
Selon un article du site Internet Screen Rant, Chopper « est considéré par beaucoup comme l'un des personnages les plus meurtriers de Star Wars ». Dans la série Rebels, il est à l'origine de la mort de près de 4 500 impériaux, dont 4 300 en un épisode au cours duquel il détruit trois vaisseaux.
Selon des calculs évoqués par un article du Internet Collider, Chopper est même responsable de plus de 50 000 morts. L'article l'accuse de crimes de guerre, de destructions massives, de tentative d'assassinat d'un allié, de torture à l'électrocution, d'incitation à l'infanticide, bien que ces actions soient motivées par une cause particulière, à savoir la lutte contre l'Empire galactique.